# Cydia exquisitana
Cydia exquisitana is een vlinder uit de familie bladrollers (Tortricidae). De wetenschappelijke naam is voor het eerst geldig gepubliceerd in 1889 door Rebel.
De soort komt voor in Europa.